# Tor Books
Tor Books is een prominent Amerikaans imprint van, voornamelijk, sciencefiction en fantasy boeken. Het is onder andere de grootste uitgever van vertalingen van Chinese sf romans.

## Geschiedenis
"Tor®" is bekend als handelsmerk van Tom Doherty Associates. Deze uitgeverij werd in 1980 opgericht door Tom Doherty aangevuld met Harriet McDougal, Jim Baen, Barbara Doherty en Katherine Pendill (drie jaar later begon Jim Baen voor zichzelf, met Baen Books). Midden jaren tachtig werd de uitgeverij verkocht, waarbij Tom Doherty nog wel in dienst bleef. Op 8 augustus 2022 werd de naam veranderd naar Tor Publishing Group.
Anno 2023 opereert de Tor Publishing Group als onderdeel van Macmillan Publishers, US en had naast Tor Books ook de imprints The Forge (veelal spannende fictie) en Nightfire (horror) en twee imprints gericht op de jeugd: Starscape (voor de jongsten) en Tor Teen (voor tieners, vanaf circa dertien jaar). Tordotcom (tot 2020 "Tor.com") focust op korter werk zoals novellen, korte romans en series.
In het VK worden Tor-uitgaven verzorgd door Pan Macmillan, UK ("Tor Books UK"). Ook het Duitse Fischer Tor valt niet onder de Tor Publishing Group (is deel van S. Fischer Verlag), maar heeft een vergelijkbare doelgroep: het publiceert zowel vertalingen naar het Duits, als origineel Duits werk. De bedrijven in Duitsland, het VK, en de VS hebben wel dezelfde uiteindelijke eigenaar.

## Digitale boeken
Tor books geeft al sinds lang digitale boeken uit. In 2012 kondigde ze aan haar e-boeken voortaan vrij van DRM uit te geven.

## Auteurs
Bekende auteurs waarvan Tor books boeken heeft uitgegeven zijn onder andere: Kevin J. Anderson, Kage Baker, Steven Brust, Orson Scott Card, Jonathan Carroll, Philip K. Dick, Cory Doctorow, Robert L. Forward, Brian Herbert, Richard Matheson, Andre Norton, John Scalzi, Mary Robinette Kowal en Gene Wolfe.

## Erkenning
De Locus Award voor beste uitgever van romans op het gebied van sf en fantasy gaat sinds 1988 elk jaar naar Tor Books. In een andere categorie wint Tor.com sinds 2015 met grote regelmaat.
In lijstjes met de meeste prijzen voor individuele romans op het gebied van sf en fantasy per uitgever belandt Tor Books ook regelmatig bovenin.